# 义招县
义招县，广东梅州大埔县的古称。

## 历史沿革
东晋义熙九年（413年）立义招县，属义安郡。隋大业三年（607年）改义招为万川县，唐武德四年（621年）废万川并入海阳县，属潮州。历宋、元及明前期，仍属海阳县光德乡。明成化十三年（1477年）立饶平县，县地域属之。明嘉靖五年（1526年）改名大埔县，属潮州府。1949年解放后，先后属兴梅专区、粤东行政区，1956年属汕头专区管辖，1965年属梅县地区管辖，1988年属梅州市管辖。